# San José Irapeo
San José Irapeo är en ort i Mexiko.   Den ligger i kommunen Hidalgo och delstaten Michoacán de Ocampo, i den södra delen av landet, 160 km väster om huvudstaden Mexico City. San José Irapeo ligger 2 099 meter över havet och antalet invånare är 202.
Terrängen runt San José Irapeo är varierad. San José Irapeo ligger nere i en dal. Runt San José Irapeo är det ganska tätbefolkat, med 90 invånare per kvadratkilometer. Närmaste större samhälle är Ciudad Hidalgo, 7,0 km öster om San José Irapeo. I omgivningarna runt San José Irapeo växer huvudsakligen savannskog.